# Перевоз (Ленінградська область)
Перевоз (рос. Перевоз) — присілок у Волховському районі Ленінградської області Російської Федерації.
Населення становить 17 осіб. Належить до муніципального утворення Сясьстройське міське поселення.

## Історія
Згідно із законом № 56-оз від 6 вересня 2004 року належить до муніципального утворення Сясьстройське міське поселення.

## Населення
| 1838 | 1862 | 1885 | 1997 | 2007 | 2010 | 2017 |
| ---- | ---- | ---- | ---- | ---- | ---- | ---- |
| 33   | ↗46  | ↗66  | ↘12  | ↘4   | ↗11  | ↗17  |